# Guy Sagiv
Guy Sagiv (5 de diciembre de 1994) es un ciclista israelí que fue profesional entre 2015 y 2024. Con su participación en el Giro de Italia 2018, se convirtió en el primer israelí en participar en una de las tres Grandes Vueltas.

## Palmarés
2013
- 3.º en el Campeonato de Israel en Ruta

2015
- Hets Hatsafon
- Campeonato de Israel en Ruta

2016
- Campeonato de Israel en Ruta

2017
- Campeonato de Israel Contrarreloj

2018
- 2.º en el Campeonato de Israel en Ruta

2019
- Campeonato de Israel en Ruta

2020
- Campeonato de Israel Contrarreloj
- 3.º en el Campeonato de Israel en Ruta

2021
- 3.º en el Campeonato de Israel Contrarreloj
- 2.º en el Campeonato de Israel en Ruta

2023
- 2.º en el Campeonato de Israel en Ruta

## Resultados en Grandes Vueltas y Campeonatos del Mundo
| Carrera         | Carrera         | 2016 | 2017 | 2018  | 2019 | 2020  | 2021 | 2022 | 2023 | 2024 |
| --------------- | --------------- | ---- | ---- | ----- | ---- | ----- | ---- | ---- | ---- | ---- |
|                 | Giro de Italia  | —    | —    | 141.º | —    | 132.º | —    | —    | —    | —    |
|                 | Tour de Francia | —    | —    | —     | —    | —     | —    | —    | —    | —    |
|                 | Vuelta a España | —    | —    | —     | —    | —     | —    | —    | —    | —    |
| Mundial en Ruta | Mundial en Ruta | —    | —    | —     | —    | —     | —    | Ab.  | —    | —    |

—: no participa

Ab.: abandono

## Equipos
- Israel (2015-2022)[2]
  - Cycling Academy (2015-2016)
  - Israel Cycling Academy (2017-2019)
  - Israel Start-Up Nation (2020-2021)
  - Israel-Premier Tech (2022)
- Israel-Premier Tech (2023-2024)